# Ernst Leupold
Ernst Leupold (* 15. Juni 1884 in Plauen; † 5. Mai 1961 in Köln) war ein deutscher Pathologe und Hochschullehrer sowie Rektor der Universität zu Köln.

## Herkunft, Studium und Erster Weltkrieg
Ernst Leupold war Sohn des Industriellen Albin Leupold und dessen Ehefrau Hedwig, geborene Schiebler. Er hatte zwei ältere Geschwister. Seine Kindheit und Jugend verbrachte er in Plauen. Nach Ablegung der Reifeprüfung leistete er ab 1903 Militärdienst im zweiten Sächsischen schweren Reiterregiment und wurde 1904 zum Leutnant befördert. Von 1905 an absolvierte er ein Medizinstudium an den Universitäten München, Freiburg im Breisgau und Kiel. Nach Studienende wurde er 1910 in München zum Dr. med. promoviert. Ab 1912 war er als Assistent am Pathologischen Institut der Universität München und ab 1913 am Pathologischen Institut der Universität Würzburg tätig. Am Ersten Weltkrieg nahm er von 1914 bis 1917 teil, ab 1915 im Rang eines Rittmeister der Reserve. Er habilitierte sich 1917 an der Universität Würzburg für Pathologie und wirkte dort anschließend als Privatdozent für allgemeine Pathologie und pathologische Anatomie, 1. Assistent und Prosektor.
Ernst Leupold war mit Elisabeth Leupold, geborene Münzig, verheiratet. 1918 wurde ihr Sohn Friedrich Leupold geboren, der Mediziner und 1961 außerplanmäßiger Professor wurde und 1961 bis 1984 Chefarzt der Inneren Abteilung und Ärztliche Direktor des Johanniter-Krankenhauses Duisburg-Rheinhausen war.

## Weimarer Republik und Nationalsozialismus
Nach Kriegsende war Leupold 1919 mit dem Freikorps Epp an der Niederschlagung der Münchner Räterepublik beteiligt. 1921 wurde er in Würzburg zum nichtbeamteten außerordentlichen Professor für Pathologie ernannt. Leupold wurde bereits 1923 in Würzburg Mitglied der NSDAP. Nach der Neugründung der Partei 1925 trat er der NSDAP erneut bei, verließ die Partei aber 1926 wieder.
1926 folgte Leupold dem Ruf auf den Lehrstuhl für Allgemeine Pathologie und pathologische Anatomie der Universität Greifswald und wechselte in gleicher Stellung 1930 an die Universität zu Köln, wo er auch als Direktor dem Pathologischen Institut vorstand. 1931 schloss Leupold sich dem Stahlhelm, Bund der Frontsoldaten an. 1932/33 war er Dekan der Medizinischen Fakultät und nach der Machtübergabe an die Nationalsozialisten wurde er am 11. April 1933 zum neuen Rektor der Universität zu Köln gewählt. Im Mai 1933 war er Redner bei der Bücherverbrennung. Während seines Rektorats war Leupold in diverse Konflikte mit nationalsozialistischen Parteifunktionären verwickelt – unter anderem mit dem Studentenführer Manfred Garben, dem fränkischen Gauleiter Julius Streicher und dem Kölner Gauleiter Josef Grohé. Ursache dieser Konflikte waren zum einen Kompetenzstreitigkeiten, zum anderen eine öffentliche Herabwürdigung der Hochschullehrer und seiner Person durch Nationalsozialisten. Der Konflikt mit Grohé kulminierte schließlich in einer schriftlichen Anfrage Leupolds an Adolf Hitler, in der er um die Erlaubnis bat, sich mit dem Grohé duellieren zu dürfen. Eine Antwort Hitlers ist nicht überliefert. Am 10. März 1934 trat Leupold daraufhin vom Rektorenamt zurück.
Trotz dieser Konflikte schloss Leupold sich 1936 erneut der NSDAP an. Während des Zweiten Weltkrieges war er Beratender Pathologe im Wehrkreis VI, ab 1943 im Rang eines Oberfeldarztes der Reserve.

## Nachkriegszeit
Nach der Befreiung vom Nationalsozialismus wurde Leupold auf Anordnung der britischen Militäradministration kurzzeitig vom Amt entbunden, konnte jedoch bald wieder auf seinen Lehrstuhl zurückkehren. Nach der 1952 erfolgten Emeritierung vertrat er den Lehrstuhl noch bis 1957.
Seine zusammen mit Peter Winkelnkemper und Hermann Müller verfasste Publikation Das neue Studentenrecht. Ansprachen bei der feierlichen Bekanntgabe des Studentenrechts am 1. Mai 1933 wurde in der Sowjetischen Besatzungszone auf die Liste der auszusondernden Literatur gesetzt.

## Forschungsschwerpunkte
Leupold forschte zunächst zu „deskriptiver Morphologie und dem Blutpigment. Hinzu kamen Forschungen über die Mikrochemie des Amyloids sowie Arbeiten über die Innere Sekretion und über den damit in Zusammenhang stehenden Cholesterinstoffwechsel. In den zwanziger Jahren forschte er über die Beziehungen zwischen Keimdrüsen, Nebenniere, Spermio- und Oogenese sowie Thymus und Hoden. Ergebnis war die Feststellung konstanter Relationen zwischen Organgewichten, Zellreifung und funktioneller Einflüsse auf die Gonaden. Außerdem verfasste Leupold Handbuchbeiträge zum Cholesterin-, Phosphatid-, Glykogen- und Pigmentstoffwechsel sowie über die Nebennieren und über das Amyloid. In Köln arbeitete Leupold über die Phänomene des Wachstums und der Differenzierung, insbesondere über geregelte und gestörte Wucherungen der Gewebe vor dem Hintergrund bösartiger Zellvermehrung.“

## Ehrungen
- Verdienstorden der Bundesrepublik Deutschland, Bundesverdienstkreuz 1. Klasse (1955)

## Schriften
- Ein Fall von Polyneuritis alcoholica im Lichte der Edinger'schen Funktions- und Aufbruchstheorie. Dissertation an der Universität München 1910
- Untersuchungen über die Mikrochemie und Genese des Amyloids. Fischer, Jena 1918 (Aus: Beiträge z. pathol. Anat. u. z. allg. Pathol., Band 64, zugleich med. Habilitationsschrift, Universität Würzburg 1918)
- Beziehungen zwischen Nebennieren und männlichen Keimdrüsen, Fischer, Jena 1920, (gehört zu: Veröffentlichungen aus der Kriegs- und Konstitutionspathologie; Heft 4).
- Die Bedeutung des Cholesterin-Phosphatidstoffwechsels für die Geschlechtsbestimmung. Fischer, Jena 1924
- Das neue Studentenrecht: Ansprachen bei d. feierl. Bekanntgabe d. Studentenrechts am 1. Mai 1933. O. Müller, Köln 1933 (zusammen mit Peter Winkelnkemper und Hermann Müller)
- Der Zell- und Gewebsstoffwechsel als innere Krankheitsbedingung. Thieme, Stuttgart 1945 und 1954, 2. Bände